# Geschubde glansstaartkolibrie
De geschubde glansstaartkolibrie (Metallura aeneocauda) is een vogel uit de familie Trochilidae (kolibries).

## Verspreiding en leefgebied
Deze soort komt voor in Peru en Bolivia en telt twee ondersoorten:
- M. a. aeneocauda: zuidoostelijk Peru en noordwestelijk Bolivia.
- M. a. malagae: centraal Bolivia.